# Raceland (Kentucky)
Raceland és una població dels Estats Units a l'estat de Kentucky. Segons el cens del 2000 tenia 2.355 habitants.

## Demografia
Segons el cens del 2000, Raceland tenia 2.355 habitants, 935 habitatges, i 707 famílies. La densitat de població era de 413,3 habitants/km².
Dels 935 habitatges en un 33% hi vivien nens de menys de 18 anys, en un 59,6% hi vivien parelles casades, en un 12,8% dones solteres, i en un 24,3% no eren unitats familiars. En el 21,6% dels habitatges hi vivien persones soles el 9,3% de les quals corresponia a persones de 65 anys o més que vivien soles. El nombre mitjà de persones vivint en cada habitatge era de 2,52 i el nombre mitjà de persones que vivien en cada família era de 2,92.
Per edats la població es repartia de la següent manera: un 24,5% tenia menys de 18 anys, un 8,2% entre 18 i 24, un 29,5% entre 25 i 44, un 24,7% de 45 a 60 i un 13,1% 65 anys o més.
L'edat mediana era de 38 anys. Per cada 100 dones de 18 o més anys hi havia 89,1 homes.
La renda mediana per habitatge era de 31.500 $ i la renda mediana per família de 37.955 $. Els homes tenien una renda mediana de 38.906 $ mentre que les dones 19.189 $. La renda per capita de la població era de 15.537 $. Entorn del 10,6% de les famílies i el 13,6% de la població estaven per davall del llindar de pobresa.

## Poblacions més properes
El següent diagrama mostra les poblacions més properes.